# Giberto VIII Correggio
Giberto VIII Correggio va néixer el 1530, fill Manfredo II Correggio. Va succeir al seu pare a la seva mort el 1546, junt amb els seus germans, Camillo Correggio i Fabrizio Correggio. Va obtenir el cognom Correggio d'Àustria amb diploma imperial del 3 de març de 1580. Va ser comte sobirà de Correggio i comte de l'Imperi i va ser també senyor de Campagnola, Rossena i Fabbrico, i senyor de Scurano i Bazzano (diplomes imperials 29 d'abril de 1553, 17 de maig de 1559 i 30 de desembre de 1564). El 1579 va haver de cedir la seva quota del feu de Rossena i Fabricco al seu cosí Alessandro Correggio, consenyor de Scurano e Bazzano, per una sentència imperial.
Va ser Patrici de Parma i Venècia.
Per diploma imperial del 17 de maig de 1559 va obtenir l'elevació de la vila de Correggio al rang de ciutat i el dret d'emetre moneda.
Va morir el 22 de maig de 1580, Es va casar amb Clàudia Rangoni però el matrimoni va ser anul·lat el 1587 i només va deixar una filla, Lucrezia, que va ser monja.